# Hanna Busz
Hanna Krystyna Busz-Przelaskowska, född 23 november 1940 i Poznań, är en före detta polsk volleybollspelare. Hon fick inte speltid för Polen i Olympiska sommarspelen 1964, en turnering där Polen kom på bronsplats.